# Сиро Гера
Сиро Гера (на испански: Ciro Guerra) е колумбийски режисьор и сценарист.
Роден е на 6 февруари 1981 година в Рио де Оро. Работи в киното от 1998 година заедно със своята партньорка Кристина Гайего (Галего) и получава известност с филми като „Сянката на пешеходеца“ (La sombra del caminante, 2004), Los viajes del viento (2009), „Прегръдката на змията“ (El abrazo de la serpiente, 2015), „Прелетни птици“ (Pájaros de verano, 2018). „Прегръдката на змията“ е номиниран за награда „Оскар“ за чуждоезичен филм.

## Избрана филмография
- „Сянката на пешеходеца“ (La sombra del caminante, 2004)
- Los viajes del viento (2009)
- „Прегръдката на змията“ (El abrazo de la serpiente, 2015)
- Pájaros de verano (2018)